# FK Borac Banja Luka
El Fudbalski Klub Borac Banja Luka (en ciríl·lic: Борац) és una societat esportiva bòsnia de la ciutat de Banja Luka, a la Republika Srpska. La traducció del nom significa lluitador.

## Futbol
El club de futbol va ser fundat el 4 de juliol de 1926. El seu nom original va ser Radnički sportski klub Borac, que significa Club Esportiu de Treballadors Borac. El club fou rebatejat Fudbalski klub Borac el 1945. Ascendí per primer cop a la primera divisió iugoslava fou la temporada 1961/62. La seva millor posició en aquest campionat fou el 1990/91, amb el quart lloc. També fou finalista de la copa el 1975 i vencedor de la competició el 1988. També guanyà la Copa Mitropa el 1992. Els darrers anys ha guanyat dues lligues i dues copes de la Republika Srpska.

## Handbol
La secció d'handbol del club va ser fundada el 1950. Fou campió de la Copa d'Europa d'handbol el 1976 i de la Copa EHF el 1991. Guanyà la Lliga iugoslava en set ocasions.